# Roberto Lovera de Sola
Roberto J. Lovera de Sola (Caracas, 30 de marzo de 1946-Caracas, 4 de enero de 2025) fue un crítico literario, investigador, editor y promotor cultural venezolano. Su obra se centró en el ensayo histórico, bibliografías y antologías. Entre 2021 hasta su fallecimiento ocupó el «Sillón U» de la Academia Venezolana de la Lengua.

## Biografía
Hijo de Irma de Sola, promotora cultural, activista por los derechos de la mujer, y de Roberto José Lovera Pelayo. Tuvo dos hermanos: Irmaisabel y Alberto. Realizó los primeros estudios entre el Colegio La Salle en su ciudad natal, el San José de Mérida y el Seminario Interdiocesano de Caracas. Obtuvo la licenciatura en letras de la Universidad Central de Venezuela en 1969. Fue columnista en periódicos como El Nacional, El Universal y El Mundo. Trabajó para la Biblioteca Nacional de Venezuela, el extinto Instituto Nacional de Cultura y Bellas Artes; Venezolana de Televisión y el CELARG. 
Dirigió el sello editorial de Fundarte (1988-1993) y fue director de publicaciones del Consejo Nacional de la Cultura (1994-2000). Miembro de la directiva de diferentes instituciones culturales, formó parte de la Sociedad Bolivariana de Venezuela y fue uno de los principales promotores de la Fundación Francisco Herrera Luque. 
Fue galardonado con la Orden de Andrés Bello y la «Medalla al Mérito Ciudadano», de la Fiscalía General de la República. 
Falleció en el Hospital Clínico Universitario de Caracas a los 78 años.

## Obra

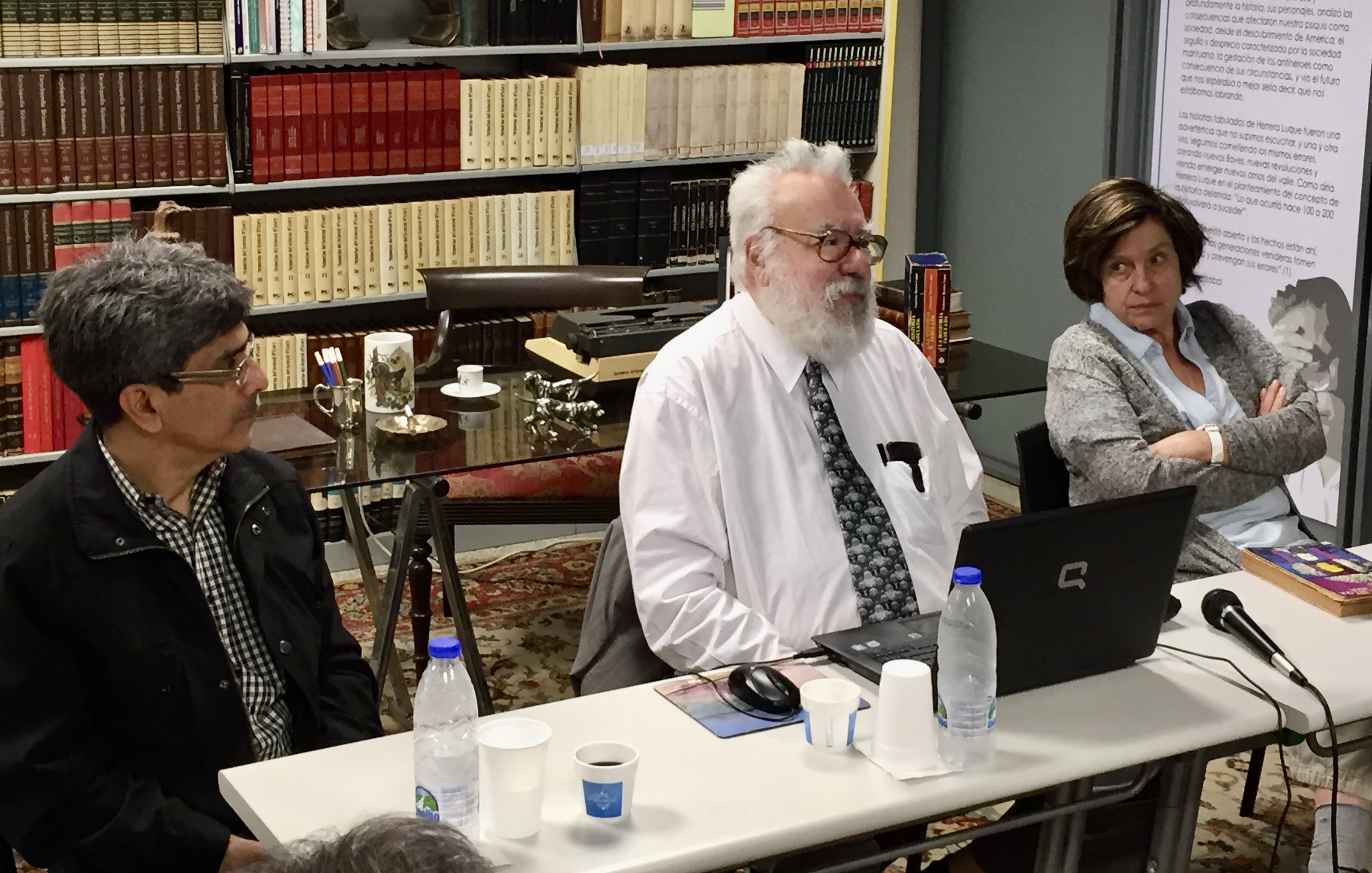
Lovera de Sola junto al investigador Carlos Sandoval y la escritora Ana Teresa Torres. Fundación Francisco Herrera Luque, 2015.

- Bibliografía de la crítica literaria venezolana (1982)
- Guía de la historia de Venezuela (1982)
- Bolívar y la opinión pública (1983)
- Eróticos, erotómanos y otras especies (1983)
- Lo masculino y lo femenino entrelazado (1992)
- Curazao, escala en el primer destierro del Libertador (1992)
- El ojo que lee (1992)
- Crónica de los Presidentes de Venezuela (1993)
- El oficio de ser venezolano (1994)
- La larga casa del afecto, Historia de las relaciones afectivas del Libertador (1994)
- La obra histórica y literaria de Guillermo Morón (1994)
- Los pasos vitales de Andrés Eloy Blanco (1996)
- Variaciones sobre el socialismo venezolano (2012)
- La alternancia de las generaciones en Venezuela (2012)
- La Caracas narrada (2012)
- Francisco Herrera Luque, humanizador crítico de la historia (2012)
- Simón Bolívar en el tiempo de crecer. Los primeros veinte y cinco años, 1783-1808 (2016)
- Un formulador de interrogantes llamado Francisco Herrera Luque (2018)
- Caudillos, gamonales y guerrilleros. Una historia de la violencia en Venezuela (2019)
- Historia de la presencia de las mujeres en Venezuela (2019).